# Kalendarz cywilny
Kalendarz cywilny (ang. civil calendar) – kalendarz używany w danym państwie do celów cywilnych, urzędowych lub administracyjnych. Najbardziej rozpowszechnionym kalendarzem cywilnym będący równocześnie międzynarodowym standardowym kalendarzem jest kalendarz gregoriański. Chociaż kalendarz ten został wprowadzony w 1582 roku jako kalendarz liturgiczny w kościele rzymskokatolickim, to obecnie jest on przyjęty przez większość państw, zarówno chrześcijańskich, jak i niechrześcijańskich. Na przykład według tego kalendarza ustalane są rozkłady jazdy pociągów, rozkłady lotów linii lotniczych, operacje handlowe i bankowe z uwzględnieniem stref czasowych. Doba trwa, według tego kalendarza, od północy do północy czasu lokalnego i wszystkie zdarzenia cywilne, które zachodzą między godziną 0:00 a 23:59 mają tę samą datę. Dlatego dwa zdarzenia występujące równocześnie w dwóch różnych miejscach ziemi mogą mieć różną datę.

## Zasięg obowiązywania
Większość państw na świecie używa kalendarza gregoriańskiego jako jedynego kalendarza cywilnego. Kalendarz ten obowiązuje we wszystkich państwach oprócz niżej wymienionych.

### Państwa, które używają innych kalendarzy obok kalendarza gregoriańskiego
- Bangladesz (kalendarz Bangla),
- Indie (indyjski kalendarz narodowy),
- Izrael (kalendarz hebrajski).
- Afganistan (kalendarz Solar Hidżry),
- Iran (kalendarz Solar Hidżry),
- Etiopia (kalendarz etiopski),
- Nepal (kalendarz Vikram Samvat).

### Państwa, które używają zmodyfikowanych wersji kalendarza gregoriańskiego
- Tajwan (kalendarz Minguo),
- Tajlandia (tajski kalendarz słoneczny),
- Korea Północna (kalendarz północnokoreański),
- Japonia (kalendarz japoński).